# Тлінгітська мова

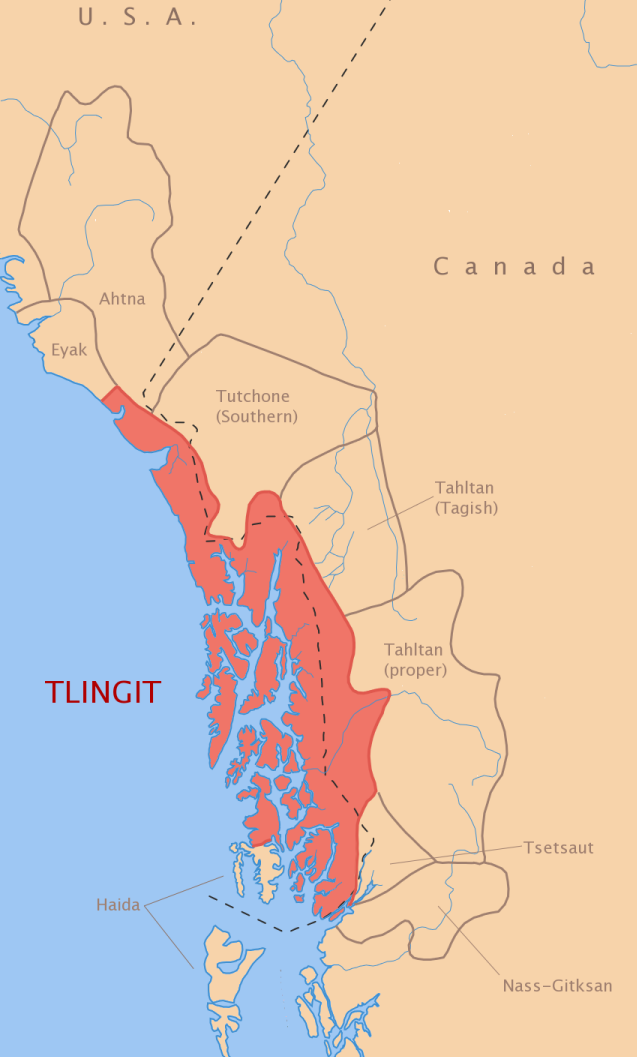
Мапа розселення тлінгітів

Тлінгітська мова (тлінкітська, колоська; самоназва  Lingít  [ɬɪŋkɪt]) — мова, поширена серед тлінгітів, які проживають на південному сході Аляски та на заході Канади. Належить до родини мов на-дене. До початку XXI століття залишилося не більше 140 носіїв мови, причому всі вони були двомовні (друга мова — англійська).

## Історія
Історія тлінгітської мови ще зберігає чимало білих плям, в основному через відсутність письмових свідчень про історію народу й мови до першого контакту з європейцями близько 1790 року, але навіть після цього й аж до початку 20 ст. є лише мізерні й уривчасті відомості. Мова, очевидно, поширювалася на північ з області Кетчикан — Саксман (Аляска) в напрямку району Чилкат, оскільки певні консервативні характеристики мови поступово зникали з півдня на північ. Ряд спільних рис між тлінгітськими діалектами в районі Портленд-каналу і еяцькою мовою особливо вражають зважаючи на величезну географічну відстань.

## Класифікація
Тлінгітська мова являє собою окрему гілку сім'ї на-дене; найближчим родичем є еяцька мова. Едвард Сепір (1915) був прихильником включення тлінгітської мови в сім'ю на-дене, однак з огляду на її значні відмінності від інших мов на-дене, об'єднаних в атабаську групу, проти цієї думки виступили сильні опоненти — Франц Боас (1917), Плініус Ерл Годдард (1920) та ряд інших видних лінгвістів того часу. Дослідження в кінці 20 ст., Яяі провели Хайнц-Юрген Піннов (1962, 1968, 1970, і ін.) та Майкл Краусс (1964, 1965, 1969, і ін.) показали сильний зв'язок з еяцькою мовою, а отже, і з атабаськими мовами. Нині приналежність до мов на-дене вважається загальновизнаною.
Спочатку Сепір пропонував зв'язати тлінгітську мову також з мовою хайда, однак в ході дискусій про сім'ю на-дене мову хайда був поступово виключено з розгляду. Тепер хайда вважається ізолятом з рядом запозичень з тлінгітської. Проте, недавно (2004) лінгвіст Джон Енріко, що походить з народу хайда, представив ряд нових свідчень, що призвели до відновлення дискусії.

## Писемність
Тлінгітською мовою з 1840-х років видавалися релігійні тексти на кирилиці[джерело?]. До початку XX століття цей алфавіт вийшов з ужитку. В цей час в США і Канаді для тлінгітської мови використовується латиниця.